# Вистава

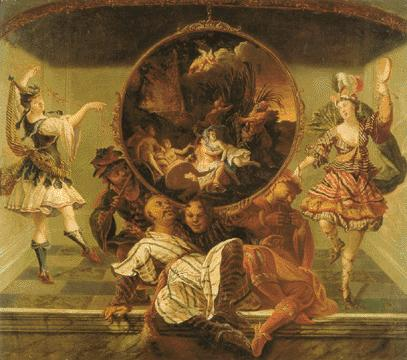
Худ. Жак Дюплессі. Вистава «Погрози Сатира Діані та німфам»

Виста́ва — твір театрального мистецтва, обмежений часовим терміном з використанням режисерського задуму, акторської гри, драматургічного твору (літературного джерела), музики, театральних декорацій та механізмів тощо.
Термін п'є́са (від фр. pièce — шматочок) тісно пов'язаний з терміном вистава, адже п'єса — це форма літератури написана драматургом, яка зазвичай складається з діалогів між персонажами й кінцевою метою якої є саме вистава, а не просто читання. Вважається, що п'єса є різновидом драми, в основу якої покладено конфлікт серйозного, складного та яскравого характеру. Подеколи термін п'єса також вживають у ширшому значенні стосовно будь-якого драматичного жанру (драма, трагедія, комедія, тощо).

## Жанри

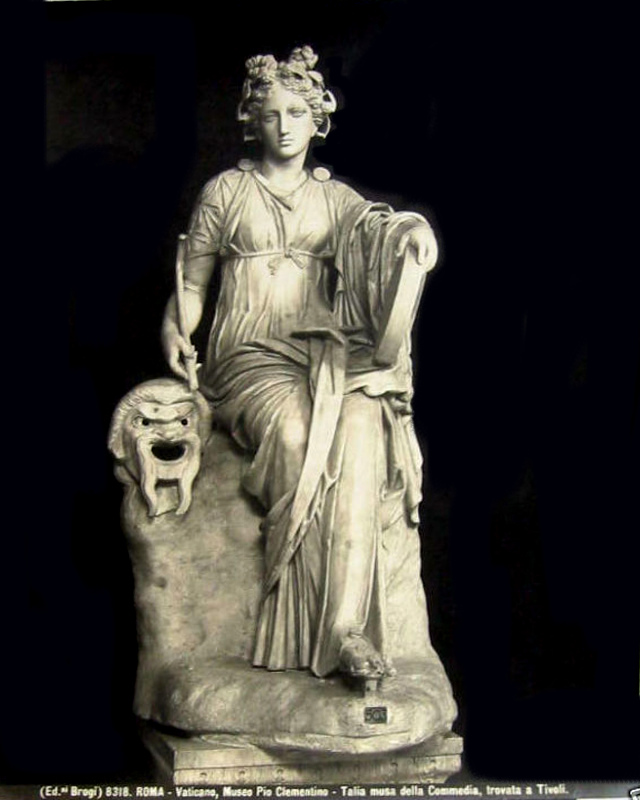
Талія, скульптура, знайдена в Тіволі.

Європейське театральне мистецтво пройшло довгий шлях розвитку від часів Стародавньої Греції до сьогодення. Вже в грецькому театрі виникли та розвинулись два відомі жанри вистав — трагедія та комедія.
Подальший розвиток театрального мистецтва збагатив жанри і різновиди вистав, серед них -
- фарс
- сатира
- містерія
- історична вистава
- опера
- оперета
- балетна вистава
- циркова вистава
- вистава одного актора
- дитяча вистава

## Комедійна вистава

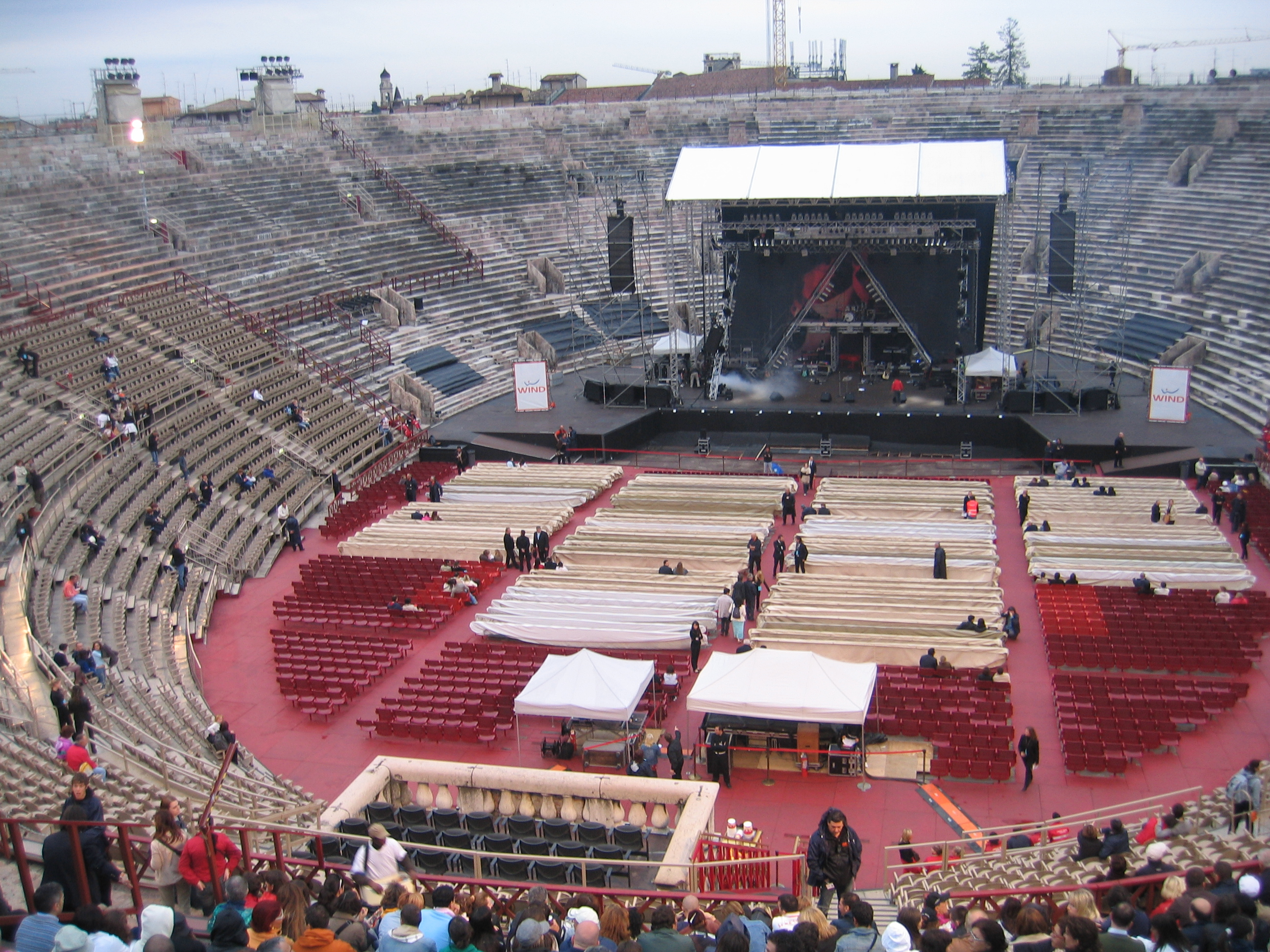
Давньоримський амфітеатр у м. Верона, сучасне використання для вистав і концертів, 2008 рік

Один з найдавніших різновидів вистав. Використовує дотепні тексти, акторську гру з незвичними, зазвичай смішними персонажами, кумедні ситуації, незвичні костюми чи декорації. В театрі доби бароко закріпилися веселі амплуа за персонажами Арлекін та Арлекіна, за «комедійною старою».
Пізніше були додані веселі музичні мелодії, арії, пісні тощо.
Музою-покровителькою комедії в Стародавній Греції вважали Талію, дочку Зевса та богині пам'яті — Мнемозіни. Акторів в переносному значенні називали «вихованцями Талії», а сам театр  — «храмом Талії». Комедійна вистава обігрує кумедні обставини, часто використовується в опереті.
Вже в Стародавній Греції були створені значні зразки комедій. Серед відомих комедіографів минулого  — Аристофан, Шекспір, Мольєр, Бомарше.

## Трагедійна вистава

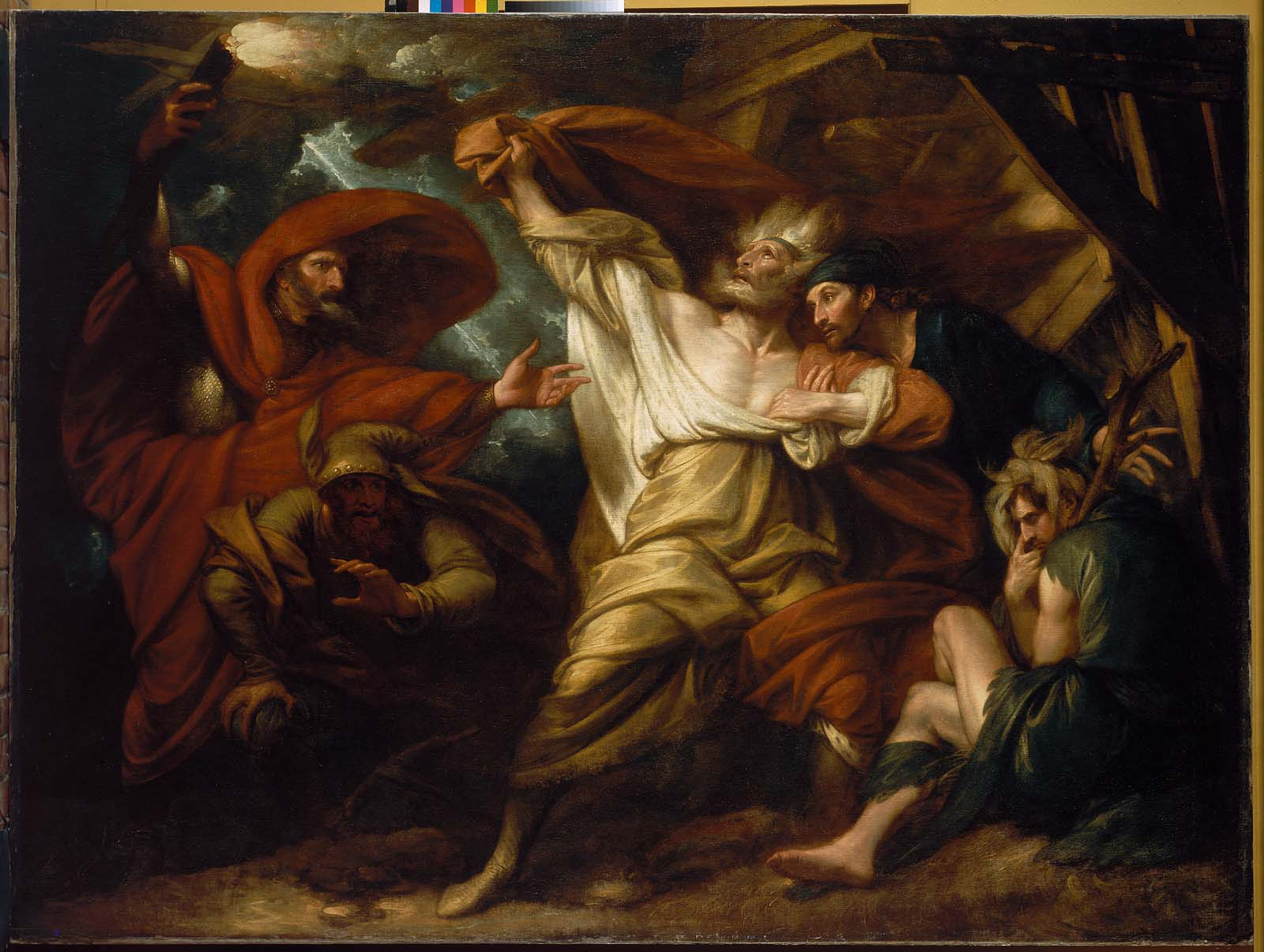
Худ. Бенджамін Вест, Третій акт трагедійної вистави «Король Лір»

Трагедія — драматична вистава, яка ґрунтується на гострому, непримиренному конфлікті особистості, що прагне максимально втілити свої життєві чи творчі потенції, з об'єктивною неможливістю їх реалізації. Конфлікт закінчується смертю головного персонажу або декількох з них, аби викликати у глядачів почуття смутку, співчуття ідеям, носієм яких був головний герой, пом'якшення і гуманізації людських відносин внаслідок виховних функцій вистави.
Трагедійна вистава — зазвичай психологічно напружена, відтворює конфлікти між обов'язком особи та протилежних обов'язку почуттів, конфлікти між персонажами — носіями непримиренних настанов і ідей. В трагедійних виставах часто йдеться про палкі, патріотичні пристрасті героїв, а сама вистава надихала на патріотичні вчинки, ставала легендарною подією історії театру чи історії мистецтва взагалі. Серед відомих творців європейських трагедій — Софокл, Шекспір, Корнель.
В сословному театрі доби бароко вплив трагедійної вистави був таким міцним, що вельможні глядачі силоміць міняли тексти автора, знижуючи психологічну напругу вистави і міняючи трагедійне завершення на вдале, несумне.
Проміжні позиції займає трагікомедія, що виникає в добу маньєризму. Найкращі зразки трагікомедій створені вже Шекспіром. Так, «Ромео і Джульєтта» починається як комедія, а закінчується як страшна трагедія, де смерть головних персонажів стає дійсним покаранням тих, хто залишився живими і ніщо не зробив для запобігання трагічних наслідків.

## Балетна вистава

Балетна вистава — досить пізній різновид вистави і покажчик відокремлення балету від драми, отримання балетом самостійного значення при збереження специфіки танцювального мистецтва (відмова від тексту, перенос емоційного ладу вистави на рухи та музичний супровід, ритм музики і руху тощо. Балетна вистава може бути як комедією, так і трагедією, драмою. Легендою стала балетна вистава кінця 19 ст. — «Лускунчик», де йдеться про боротьбу темних і світлих складових свідомості людей, дитячі очікування свята, бажання перемоги Лускунчика над армією щурів та їхнього короля.
Легендарною стала і балетна вистава 20 століття — «Спартак», романтичні герої якого отримали довге сценічне життя. Підготовка прем'єри вистави була такою ретельною, що спонукала до включення в дію усі виразні компоненти, включаючи й сценічні декорації. Їх створив відомий сценограф — Вірсаладзе Симон Багратович , а самі декорації отримали самостійне мистецьке значення.

## Дитяча вистава

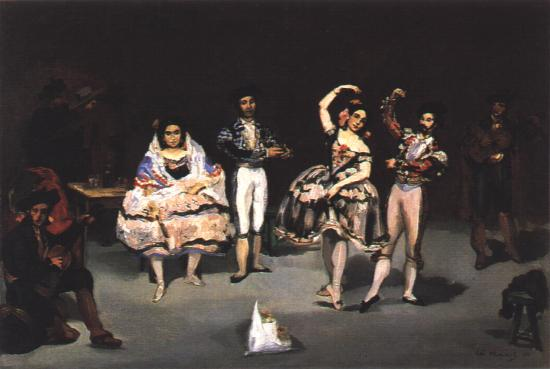
Едуар Мане, Іспанська балетна вистава. Вашингтон.

Свої особливості має дитяча вистава, бо розрахована на окремий дитячий вік та специфіку дитячої аудиторії. Дитяча вистава — винахід 20 століття з появою та розвитком театру юного глядача.
Урахування вразливої дитячої психіки вплинуло на запровадження обережних, гуманних засобів впливу текстів дитячих вистав. Небажане використання лякаючої поведінки акторів, занадто гучних звуків, страхітливих і довгих сюжетів.

## Впливи вистав на мистецтво
Вистави, навіть не особливо талановиті, мали значний вплив на глядачів та мистецтво. Вони — постійний предмет обговорень, теми для листування, записів у щоденниках і новин.
Химерне, швидко зникаюче мистецтво вистави спонукало до фіксації його образів, до створення візуального його відображення.
За сценами вистав створено чимало картин, малюнків, гравюр. Виникає специфічний жанр портретів — актор у ролі.
З винаходом фото — почалася фіксація театральних сцен з улюблених театральних і балетних вистав, акторів у театральних костюмах. Відомі актори чи балетні танцівниці перейшли на театральні афіші і навіть на театральні програмки.
Значним кроком уперед стали фіксації вистав засобами радіозаписів і кіно в 20 ст.
Усі різновиди фіксації вистав (від малюнків і кіно- фото- документів стали експонатами музеїв.

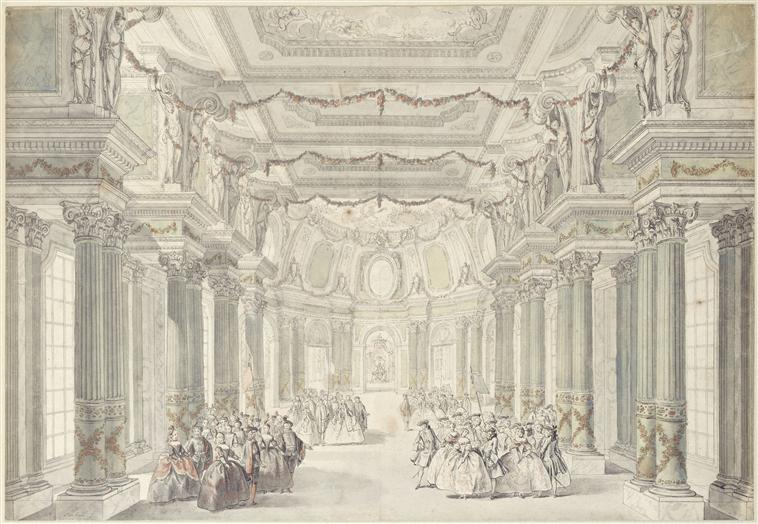
Вистава «Принцеса Наварська», Версаль, 1745 р.
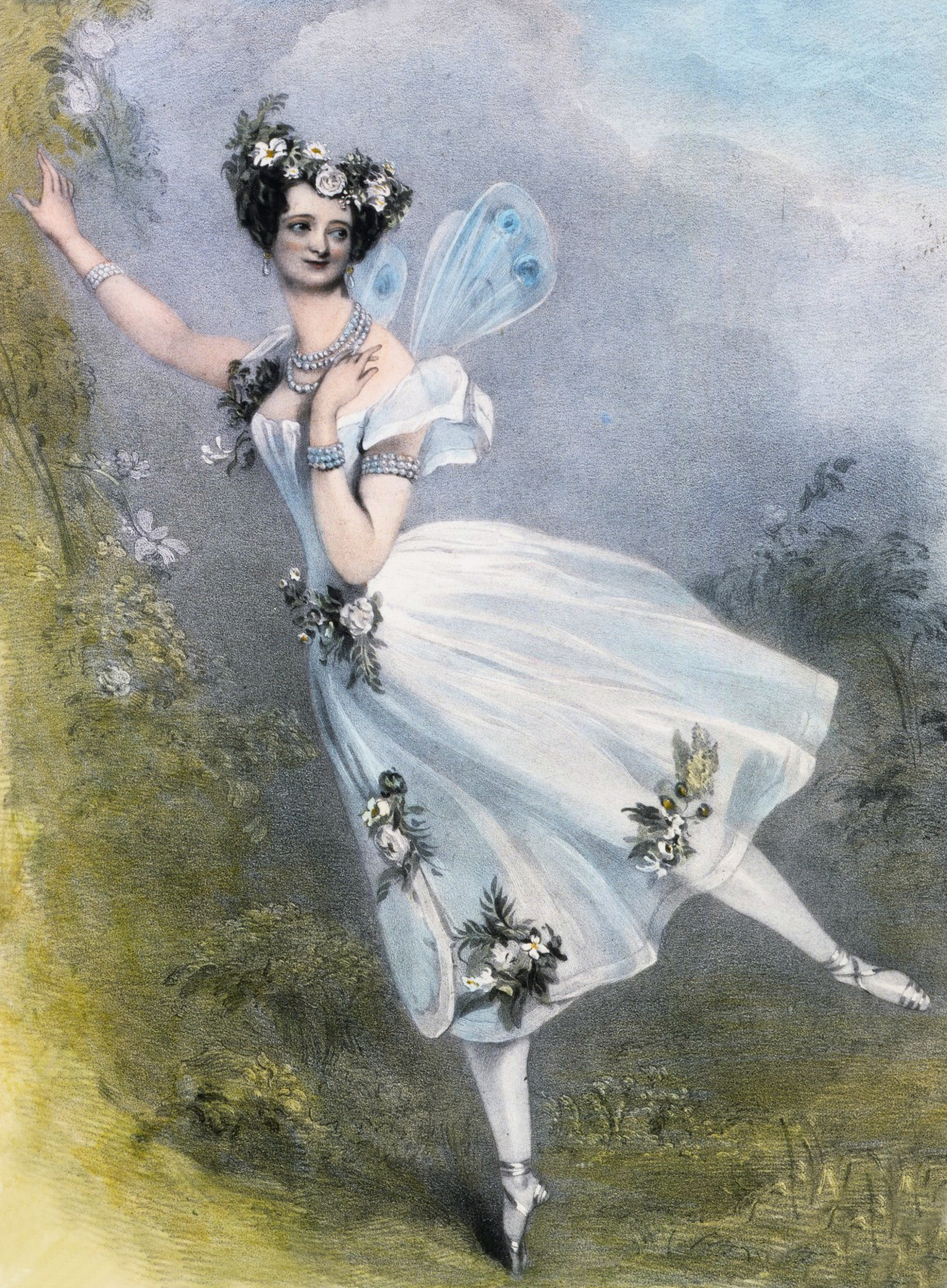
Балерина Марія Тальоні в ролі Легкого Вітерця в балеті «Зефір і Флора»
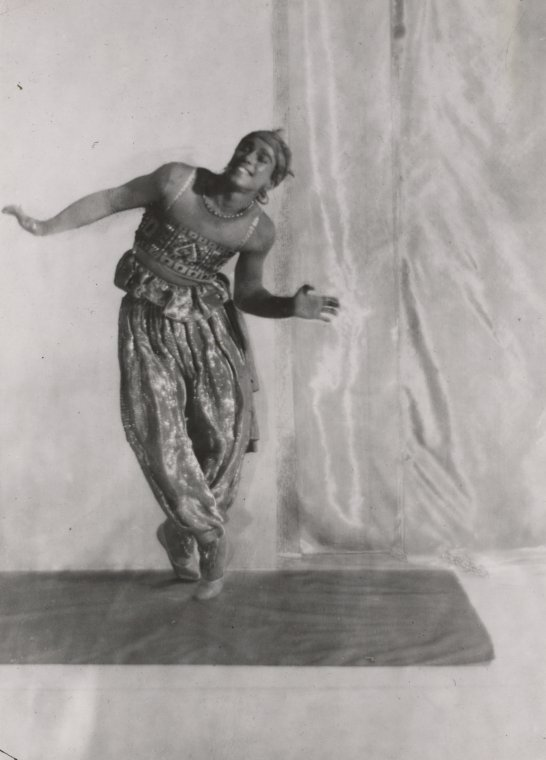
Танцівник Вацлав Ніжинський в балеті «Шехерезада», фото початку 20 ст.
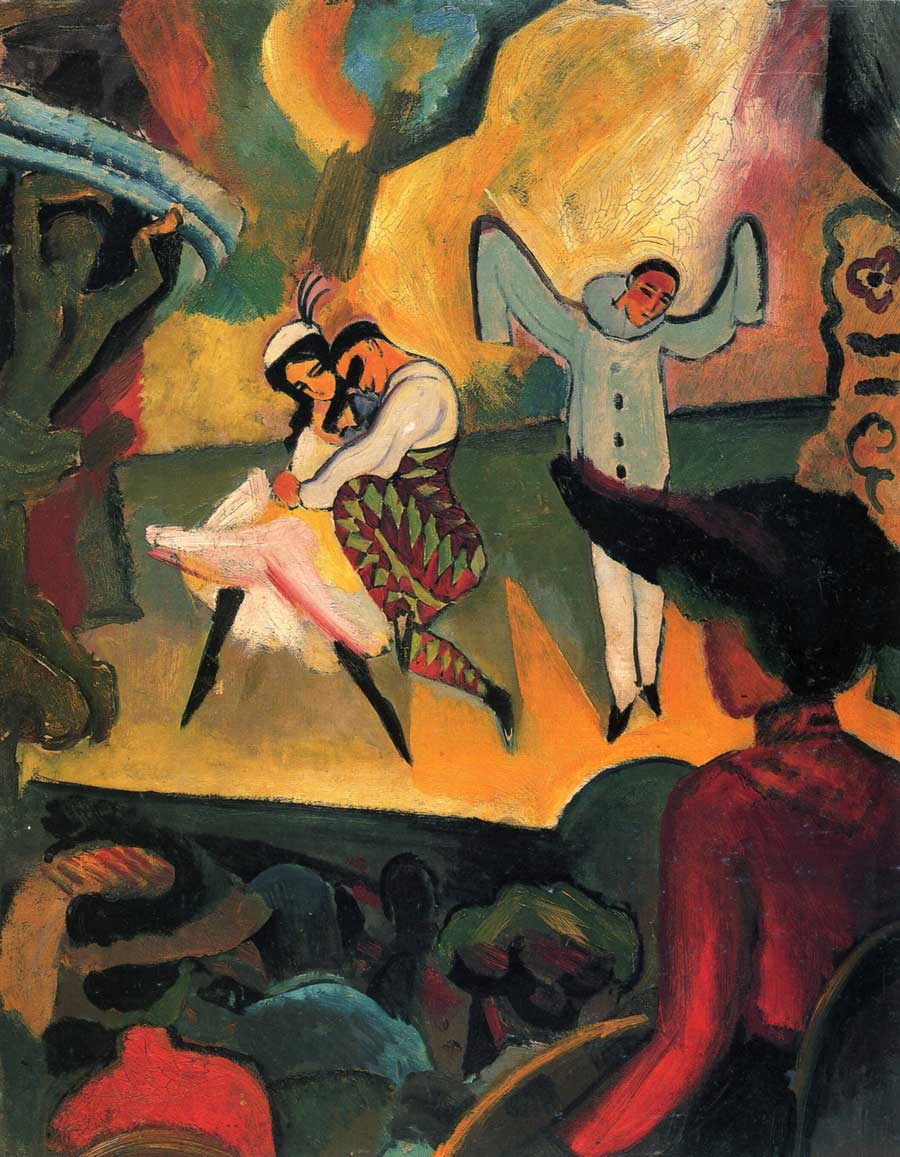
Маке Август, Російський балет
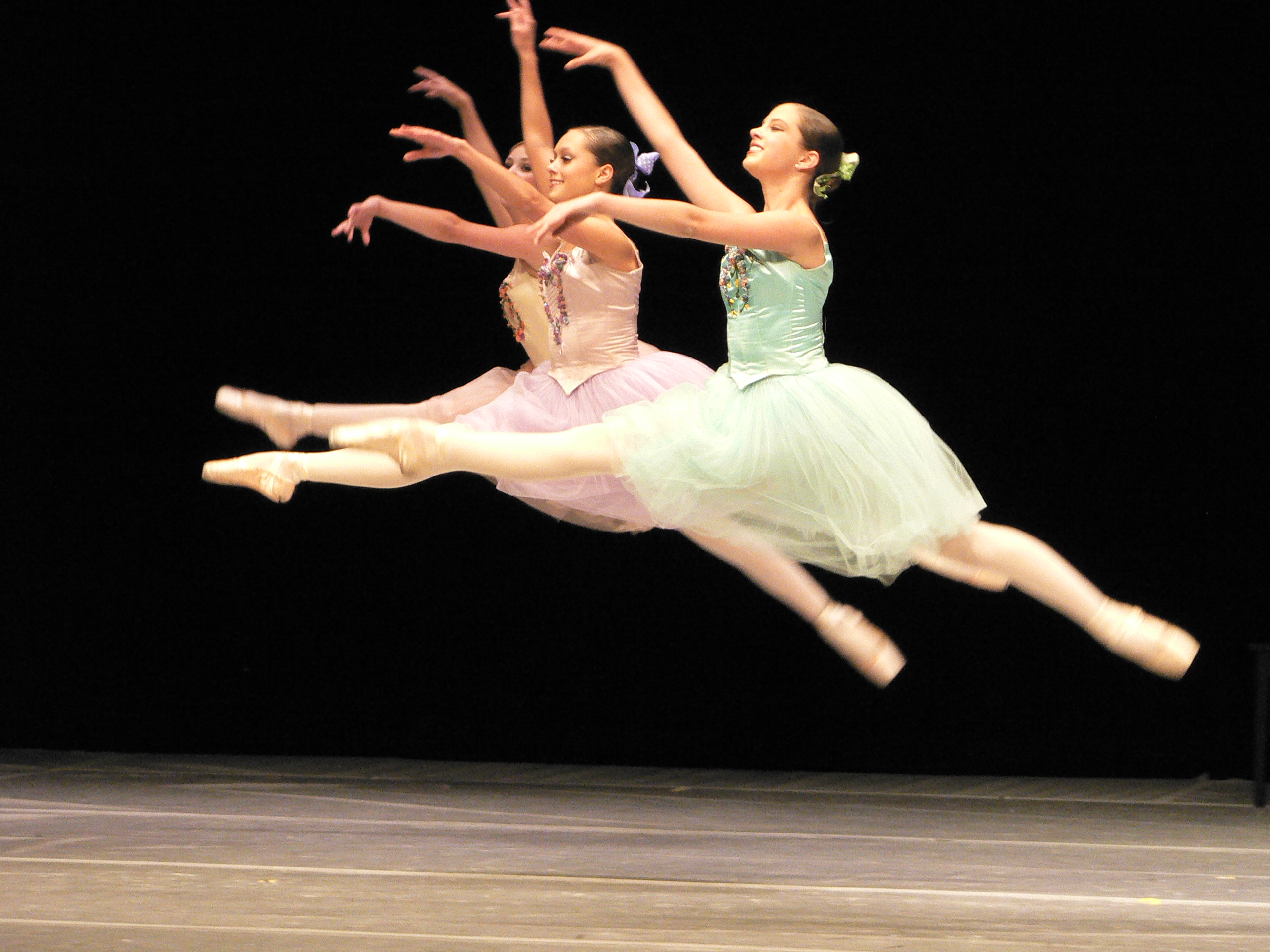
Фотофіксація
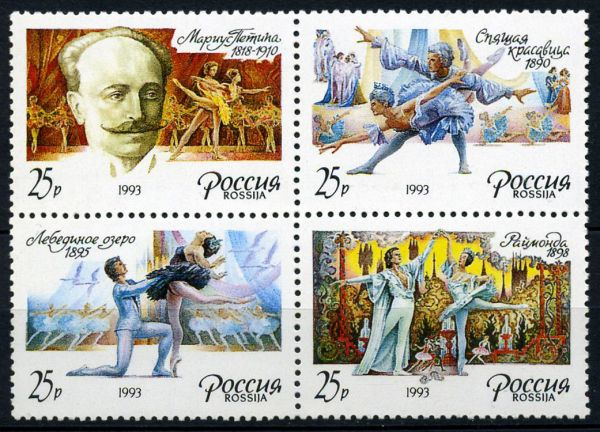
Марки на честь Петіпа та вистави «Лебедине озеро», 1993 р.
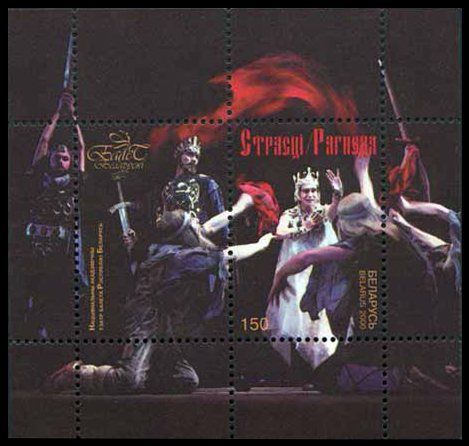
Марка на честь вистави «Рогнеда», 2000 р. Білорусь
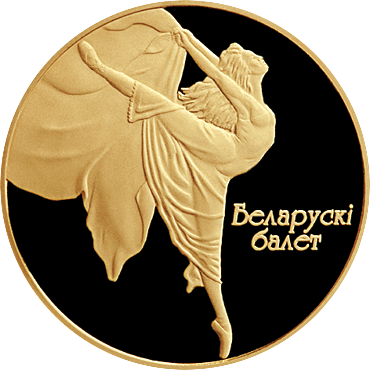
Пам'ятна медаль «Білоруський балет»